# Franz Wohlfahrt (Fußballspieler)
Franz Bernhard Wohlfahrt (* 1. Juli 1964 in St. Veit an der Glan) ist ein ehemaliger österreichischer Fußballspieler, der auf der Position des Torhüters spielte.

## Jugend
Als junger Bursche kickte er mit seinem Bruder Mario Wohlfahrt bei seinem Heimatverein SV St. Veit. Zur Wiener Austria kam er eigentlich nur durch Zufall, denn eigentlich wollten die „Veilchen“ seinen Bruder verpflichten – der jüngere Bruder Franz war nur Draufgabe bei diesem Transfer. Doch während sich sein Bruder nicht durchsetzen konnte und wieder nach Kärnten wechselte, kam Franz Wohlfahrt der Umstand zugute, dass sich der damalige Standardtorhüter der Austria verletzte und somit eine Torwartposition nachbesetzt werden musste.

## Karriere

### Vereine
Seinen ersten Bundesligaeinsatz in Österreich absolvierte er in der Saison 1984/85. In den folgenden 12 Jahren avancierte er zu einem der besten österreichischen Torhüter und war auch der „Vater“ einiger Austria-Meistertitel. 1989 wurde er in de Meer von einem Hooligan aus der F-side mit einer schweren Eisenstange getroffen, kam jedoch mit einer leichten Verletzung davon. Der als Staafincident bezeichnete Vorfall zog für Ajax Amsterdam schwere Konsequenzen nach sich.
1996/97 wechselte Franz Wohlfahrt dann in die Deutsche Bundesliga zum VfB Stuttgart, wo er bis zur Saison 1999/2000 insgesamt 118 Meisterschaftsspiele bestritt und auch seinen größten Erfolg feierte: den Gewinn des DFB-Pokals 1997 mit Stuttgart. Während seiner Zeit beim VfB lebte er in Neuhausen auf den Fildern.
2000 verließ er den VfB wieder und wechselte zurück zu Austria Wien, wo er hinter der Nr. 1 Thomas Mandl und neben Wolfgang Knaller Ersatztorhüter wurde. 2003/2004 wurde Wohlfahrt vom SC Interwetten.com/Untersiebenbrunn als Tormann und Tormanntrainer engagiert, wo er bis Mai 2004 blieb. Sein Karriereende hatte er schon 2002 bekannt gegeben. 2007 gab er ein Comeback beim burgenländischen 2.-Liga-Mitte-Verein ASK Hirm.

### Nationalmannschaft
Sein Debüt in der österreichischen Nationalmannschaft feierte Wohlfahrt am 18. August 1987 gegen die Schweiz (2:2). Insgesamt stand er 59-mal für Österreich im Tor. Vielen in Erinnerung geblieben ist die WM-Qualifikation 1998, als Österreich mit Michael Konsel und Wohlfahrt zwei Torhüter der Extraklasse vorzuweisen hatte, die um die Nr. 1 im österreichischen Tor wetteiferten, wobei Wohlfahrt den Kürzeren zog. Er nahm mit dem ÖFB an der Weltmeisterschaftsendrunde 1998 in Frankreich teil.

### Karriere als Trainer und Sportdirektor
Am 30. Jänner 2009 wurde er als ÖFB-Tormanntrainer mit Zuständigkeit für die A-Nationalmannschaft präsentiert.
Vom 16. Jänner 2015 bis zu seiner Beurlaubung am 12. Juni 2018 war Wohlfahrt Sportdirektor des FK Austria Wien.
Ab 8. März 2019 war Wohlfahrt Sportdirektor des SV Oberwart. Am 11. August 2020 wurde Wohlfahrt als neuer Geschäftsführer Sport des FC Admira Wacker Mödling vorgestellt. Nach der Saison 2020/21 erfolgte die Trennung von ihm.

## Erfolge und Auszeichnungen
- 1× Finalist im Europapokal der Pokalsieger: 1997/98
- 6× österreichischer Meister: 1983/84, 1984/85, 1985/86, 1990/91, 1991/92, 1992/93
- 4× österreichischer Cupsieger: 1985/86, 1989/90, 1991/92, 1993/94
- 1× Deutscher Pokalsieger 1996/97
- Spieler des Jahres in Österreich: 1993
- Bester Tormann beim österreichischen Hallenfußball: 1990/91, 1991/92, 1992/93, 1993/94
- Goldenes Verdienstzeichen der Republik Österreich: 2001

## Privates
Wohlfahrt ist verheiratet und hat drei Töchter. Die älteste Tochter stammt aus erster Ehe. Er lebt in Laxenburg, Niederösterreich.